# Cariótipo

Cariótipo humano (masculino)

Cariótipo (em grego: κόμβου, lit. "nó" e τύπου, lit. "tipo") é o conjunto cromossómico ou a constante cromossómica diploide (2n) de uma espécie. Representa o número total de cromossomas de uma célula somática (do corpo). 
Cariótipo é o conjunto de cromossomas dentro de um núcleo de uma célula.
A representação do cariótipo pode ser um cariograma (imagem dos cromossomas) ou um idiograma (esquema dos cromossomas), e é ele quem fornece as informações substanciais para o estabelecimento das relações entre espécies, com respeito à organização dos cromossomas. Além das colorações ditas como convencionais (Giemsa, Orceína Acética, reativo de Schiff, hematoxilina/eosina, etc.), podem ser aplicadas nos cromossomas metodologias que identificam "bandas". Os bandamentos (C, G, Q, R, Ag-RON) são importantes para a identificação de cromossomas homólogos e homeólogos, e na caracterização de polimorfismos ou de relações de parentesco entre espécies próximas, distinguindo possíveis rearranjos cromossômicos.O cariótipo, para a realização de si mesmo, é necessária a utilização de células brancas (leucócitos) do sangue. 
O Cariograma é a representação do conjunto de cromossomos presentes numa célula de um indivíduo, ordenados em pares de homólogos. Os cromossomos do par 23 são idênticos na mulher e diferentes no homem e denominam-se cromossomos sexuais. Os outros 22 pares de cromossomos denominam-se autossomas.
Os cromossomos dentro de uma célula em geral estão misturados, o que dificulta o seu estudo. Os bioquímicos usam uma técnica simples para resolver este problema:tingem os cromossomos com corantes e, então, podem fotografá-los.
Na espécie humana existem 46 cromossomos nas células somáticas (2n = 46).

## Notação
Existe uma notação padrão para os cariótipos, que consiste em número (representando o número de cromossomas), os cromossomas sexuais, seguido (opcionalmente) de anomalias cromossômicas. Todos campos são separados por vírgulas. No caso de mosaicos, as diversas linhagens são separadas por uma barra.
Por exemplo:
- 46, XX e 46, XY são, respectivamente, o cariótipo de uma mulher e de um homem sem anomalia cromossômica
- 45, X é de uma mulher com Síndrome de Turner
- 47, XXY é de um homem com Síndrome de Klinefelter. Existem casos de indivíduos com cariótipos 48, XXXY ou mesmo 49, XXXXY.
- 47, XX, +21 é de uma mulher com Síndrome de Down. Esta pessoa tem um 21 a mais (conforme +21)
- 46, XY, -14, +t(14,21) é de um homem com Síndrome de Down causada pela translocação robertsoniana: a pessoa tem 46 cromossomas, sendo que não tem um 14 (conforme -14) e tem um que combina o 14 com o 21 (conforme +t(14,21))
- 46, XX, 5p- é de uma mulher com Cri du chat: conforme 5p-, existe a perda de um pedaço do 5.
- 47, XX, +18 / 46, XX é de uma mulher com Síndrome de Edwards  mosaico.

.